# Soane Patita Paini Mafi
Soane Patita Paini Mafi (Nukualofa, 19 de diciembre de 1961) es un cardenal y obispo católico tongano.
Desde el 14 de febrero de 2015 hasta el 19 de noviembre de 2016 fue el miembro más joven del colegio cardenalicio de la Iglesia católica.

## Biografía

### Sacerdote
Después haber completado sus estudios de Filosofía y Teología en el Seminario regional del Pacífico, en las islas Fiyi, fue ordenado sacerdote en 1991 por el obispo de Tonga Patelisio Punou-Ki-Hihifo Finau. En seguida fue párroco en Ha’apai (1992-1994) y vicario general y párroco en Nuku’alofa, de 1995 a 1997.
De 1998 a 1999 completó sus estudios superiores de Psicología en el Loyola College de Baltimore, en los Estados Unidos de América. De regreso a su patria, fue párroco en Houma (1999-2000), y más tarde, profesor y formador en el Seminario Regional del Pacífico en Fiyi y del 2003 vicerrector del mismo seminario.

### Obispo
El 28 de junio de 2007 el papa Benedicto XVI lo nombró obispo coadjutor de Tonga. Recibió la consagración episcopal el 4 de octubre de manos del obispo Soane Lilo Foliaki, S.M. el 18 de abril de 2008 en la misma sede.

### Cardenal
Fue ordenado cardenal por el papa Francisco en el consistorio del 14 de febrero de 2015, primer obispo tongano en convertirse en cardenal. Desde el momento del nombramiento se convirtió en el cardenal más joven.
El 17 de marzo de 2015 fue nombrado miembro de la Congregación para la Evangelización de los Pueblos y del Pontificio Consejo Cor Unum.
El 13 de octubre de 2020 fue confirmado como miembro de la Congregación para la Evangelización de los Pueblos ad aliud quinquennium.

## Condecoraciones
Caballero Gran Cruz de la Orden de la reina Salote Tupou III. – 30 de junio de 2015